# Polyclathra
Polyclathra é um género botânico pertencente à família Cucurbitaceae.

## Espécies
- Polyclathra albiflora
- Polyclathra grandiflora
- Polyclathra longipedunculata

1. ↑  «Polyclathra — World Flora Online». www.worldfloraonline.org. Consultado em 19 de agosto de 2020